# 伯尔瓦尼县
22°01′29″N 74°55′05″E / 22.02485°N 74.91805°E
伯尔瓦尼县是印度的一個縣，位於該國中部，由中央邦負責管轄，面積3,665平方公里，識字率為50.23%，人口在2001至2011年期間增長27.55%，2011年人口1,385,659，人口密度每平方公里378人。

## 外部連結
- Barwani district official website （页面存档备份，存于）
- （页面存档备份，存于） List of places in Barwani